# Flero
Flero là một đô thị thuộc tỉnh Brescia trong vùng Lombardia ở Ý. Đô thị này có diện tích 9 km², dân số thời điểm 31 tháng 12 năm 2004 là 7631 người.
Đô thị này có các làng sau: 
Đô thị này giáp với các đô thị sau: Brescia, Capriano del Colle, Castel Mella, Poncarale, San Zeno Naviglio